# Conscious hip hop
Il conscious hip hop (o conscious rap) è uno  sottogenere della musica hip hop che si incentra su temi sociali.
Si differenzia dal political hip hop poiché quest'ultimo comprende canzoni con testi prettamente a sfondo politico.

## Temi principali
I temi principali del conscious hip hop sono l'analisi della società e dei rapporti sociali, il desiderio di uguaglianza, i problemi economici della gente comune e l'avversione alla violenza.
The Message di Grandmaster Flash è stata la prima canzone conscious hip hop, nel cui testo si disprezzano la povertà e la violenza e si denunciano i problemi della gioventù di colore.